# Дронго західний
Дронго західний (Dicrurus atripennis) — вид горобцеподібних птахів родини дронгових (Dicruridae).

## Поширення
Вид поширений в Західній і Центральній Африці від Сьєрра-Леоне до східних кордонів ДР Конго. Мешкає у тропічних та субтропічних сухих низовинних лісах.

## Опис
Дрібний птах, завдовжки 21-24 см, вагою 35-47 г. Це птах з міцною і стрункою зовнішністю, великою округлою головою, конусоподібним і міцним дзьобом, короткими ногами, довгими крилами і хвостом довжиною приблизно як тіло (8-9 см) з тенденцією до розширення назовні і з ледь роздвоєним, майже квадратним кінцем. Оперення глянцево чорне з синювато-зеленкуватим відблиском. Дзьоб чорний, ноги чорно-сірі, очі темно-карі.

## Спосіб життя
Трапляється парами або наодинці. Полює на комах та інших безхребетних. Іноді поїдає дрібних ящірок та жаб. Моногамний птах. Період розмноження триває з серпня по січень. Невелике чашоподібне гніздо серед гілок дерев будують обидва партнери. У кладці 2-4 яйця. Насиджують також обидва батьки по черзі. Інкубація триває два тижні. Пташенята залишають гніздо приблизно через 20 днів після народження.